# Obby Kapita
Obby Kapita, mort le 30 juin 2002 à Lusaka d'un cancer des intestins à 50 ans, est un footballeur international zambien des années 1970. Il a été deux fois sélectionneur de la Zambie en 1997 et en 1998.

## Buts en sélection
| Buts en sélection de Obby Kapita | Buts en sélection de Obby Kapita | Buts en sélection de Obby Kapita | Buts en sélection de Obby Kapita | Buts en sélection de Obby Kapita | Buts en sélection de Obby Kapita | Buts en sélection de Obby Kapita                   |
|                                  | Date                             | Lieu                             | Adversaire                       | Score                            | Résultat                         | Compétition                                        |
| -------------------------------- | -------------------------------- | -------------------------------- | -------------------------------- | -------------------------------- | -------------------------------- | -------------------------------------------------- |
| 1.                               | 6 mars 1974                      | El Mahalla (Égypte)              | Ouganda                          | 1-0 (1 but à ?e)                 | 1-0                              | CAN 1974 (1er tour)                                |
| 2.                               | 30 mai 1976                      | Blantyre (Malawi)                | Malawi                           | 1-0 (1 but à 48e)                | 1-0                              | Coupe du monde de football de 1978 (éliminatoires) |
| 3.                               | 5 mars 1978                      | Accra (Ghana)                    | Ghana                            | 1-0 (1 but à 8e)                 | 1-2                              | CAN 1978 (1er tour)                                |